# Правовосточный сельсовет
Правовосто́чный сельсове́т — упразднённое сельское поселение в Ивановском районе Амурской области.
Административный центр — село Правовосточное.

## История
16 февраля 2005 года в соответствии с Законом Амурской области № 440-ОЗ муниципальное образование наделено статусом сельского поселения.
Законом Амурской области от 7 мая 2015 года № 540-ОЗ, Правовосточный и Андреевский сельсоветы объединены в Правовосточный сельсовет.
Упразднён в январе 2021 года в связи с преобразованием муниципального района в муниципальный округ.

## Население
| 2002 | 2010 | 2011 | 2012 | 2013 | 2014 | 2015 |
| ---- | ---- | ---- | ---- | ---- | ---- | ---- |
| 649  | ↘576 | ↘573 | ↘554 | ↘535 | ↘508 | ↘493 |
| 2016 | 2017 | 2018 |      |      |      |      |
| ↗788 | ↘776 | ↘766 |      |      |      |      |

## Состав сельского поселения
| № | Населённый пункт | Тип населённого пункта       | Население |
| - | ---------------- | ---------------------------- | --------- |
| 1 | Андреевка        | село                         | ↗238      |
| 2 | Богословка       | село                         | ↗49       |
| 3 | Некрасовка       | село                         | ↗79       |
| 4 | Правовосточное   | село, административный центр | ↘302      |
| 5 | Садовое          | село                         | ↗98       |